# Brian Desmond Hurst
Brian Desmond Hurst (Belfast, 12 februari 1895 – Londen, 26 september 1986) was een Ierse filmregisseur. Hij regisseerde in totaal 27 films in zijn leven.

## Filmografie (selectie)
- Hangman's House (1928)
- Riders to the Sea (1935)
- Ourselves Alone (1936)
- Sensation (1936)
- The Lion Has Wings (1939) (samen met Adrian Brunel, Alexander Korda en Michael Powell)
- Dangerous Moonlight (1941)
- A Letter From Ulster (1942)
- Alibi (1942)
- Theirs is the glory (1946)
- Hungry Hill (1947)
- Scrooge (1951)
- Tom Brown's Schooldays (1951)
- Malta Story (1953)
- Simba (1955)
- Behind the Mask (1958)
- Playboy of the Western World (1962)

- Biblioteca Nacional de España: XX4905661
- Bibliothèque nationale de France: cb14684191s (data)
- Gemeinsame Normdatei: 130544868
- International Standard Name Identifier: 0000 0001 1856 6764
- Library of Congress Control Number: n98098289
- MusicBrainz: eedda80b-ea7b-4854-b15a-26961996c1dd
- Nationale Bibliotheek van Israël: 987007438932205171
- Istituto Centrale per il Catalogo Unico: DDSV285358
- SNAC: w6515sfz
- Système universitaire de documentation: 189510927
- Virtual International Authority File: 107571319
- WorldCat: E39PCjxcMKqyHvHdKjYrqg8vh3